# Nikola Janović
Nikola Janović (in montenegrino Никола Јановић; Cattaro, 22 marzo 1980) è un ex pallanuotista montenegrino e precedentemente jugoslavo, fino alla definitiva conclusione dell'esperienza federativa della Jugoslavia avvenuta nel 2003, nonché serbo-montenegrino, fino alla scissione della Serbia e Montenegro in due stati indipendenti occorsa nel 2006. È il fratello maggiore di Mlađan, anche lui pallanuotista di livello internazionale.

## Biografia
Janović gioca come attaccante o centrovasca nel Jug in Croazia (2011-), e precedentemente ha indossato le calottine dei club di Serbia e Montenegro di Primorac (1994-98, 2001-04), Stella Rossa (1998-00), Bečej (2000-01), Jadran (2004-06, 2009-11) e Posillipo in Italia (2006-09) dove è due volte vice campione d'Italia e finalista in coppa Italia. Janović vinse il suo primo titolo nazionale nella stagione 2000-01 quando giocava per il Bečej dove con Aleksandar Šapić formerà una delle coppie di attaccanti più forte di sempre. Janović vinse altri tre campionati in patria con lo Jadran Herceg Novi nel 2004-05, nel 2005-06 e nel 2009-10. Nel 2004 è finalista con lo Jadran H.N. in Eurolega, mentre nel 2012-13 con il Jug Dubrovnik arriva in finale nella LEN Champions League dove perde contro la Stella Rossa. Nello stesso anno viene votato sportivo montenegrino dell'anno.
Con la nazionale del Montenegro ha partecipato ai Giochi olimpici del 2008 e a quelli del 2012, ha vinto l'oro ai mondiali di Montréal del 2005, alla coppa del mondo di Budapest del 2006 ed agli europei di Malaga del 2008, l'argento ai mondiali di Fukuoka del 2001, agli europei di Eindhoven del 2012 e agli europei di Belgrado del 2016 ed il bronzo ai mondiali di Belgrado del 2002.

## Palmarès

### Club
- Campionato serbo-montenegrino: 3

Bečej: 2000-01
Jadran Herceg Novi: 2004-05, 2005-06
- Campionato montenegrino: 2

Jadran Herceg Novi: 2009-10, 2015-16
- Campionato croato: 2

Jug Dubrovnik: 2011-12, 2012-13
- Coppa del Montenegro: 1

Jadran Herceg Novi: 2015-16
- Coppa di Serbia e Montenegro: 4

Bečej: 2000-01
Primorac: 2002-03
Jadran Herceg Novi: 2004-05, 2005-06
- Lega Adriatica: 2

Jadran Herceg Novi: 2009-10, 2010-11

### Nazionale
- Mondiali

Montreal 2005: 
Barcellona 2013: 
- Europei

Budapest 2001: 
Malaga 2008: 
Eindhoven 2012: 
Belgrado 2016: 
- World League

Belgrado 2005: 
Podgorica 2009: 